# パイレーツ (映画)
『パイレーツ』（原題：해적: 바다로 간 산적（→海賊: 海へ行った山賊））は、2014年公開の韓国映画。監督はイ・ソクフン。主演はキム・ナムギル、ソン・イェジン。韓国で観客動員数866万人を記録した。

## ストーリー
李氏朝鮮の建国に際して、明の皇帝から贈られた『国璽』を運んでいた施設船が巨大なクジラと衝突し、国璽を紛失。建国の証である国璽を取り戻すために水軍が動き、内紛から分裂した海賊たち、一攫千金を目指す山賊が入り乱れて、洋上で壮絶な死闘を繰り広げる。

## キャスト
- キム・ナムギル：チャン・サジョン - 山賊の頭領
- ソン・イェジン：ヨウォル - 海賊・小団主
- ユ・ヘジン：チョルボン - 山賊
- キム・ウォネ：チュンソプ - 山賊
- パク・チョルミン：僧侶 - 山賊
- チョ・ダルファン：サンマニ - 山賊
- シン・ジョングン：ヨンガプ - 海賊
- ソルリ（f(x)）：フンミョ - 海賊
- イ・イギョン：チャンボク - 海賊
- イ・ギョンヨン：ソマ - 海賊 大団主
- キム・ギョンシク：副頭目
- イ・デヨン：イ・ソンゲ（李成桂） - 朝鮮初代王
- オ・ダルス：ハン・サンジル - 明国への使節
- キム・テウ：モ・フンガプ - 水軍通事
- アン・ネサン：チョン・ドジョン - 三峰
- チョ・ヒボン：オ・マノ - 官軍
- チョン・ソンファ：パク・モ - 武器商
- チョン・ベス：ペク・ソンギ - 使節船
- パク・ヘス：ファン・チュングン - モ・フンガプの部下
- イ・ドヨン：幼少期のヨウォル

## 受賞

### 2014年度
- 第35回青龍映画賞：技術賞（カン・ジョンイク）
- 第51回大鐘賞：主演女優賞（ソン・イェジン）
- 第51回大鐘賞：助演男優賞（ユ・ヘジン）
- 第51回百想芸術大賞：映画部門 助演男優賞（ユ・ヘジン）
- 第15回釜山映画評論家協会賞：主演男優賞（イ・ギョンヨン）
- 第6回今年の映画賞：助演男優賞（ユ・ヘジン）